# Aulastomatomorpha
Aulastomatomorpha is een monotypisch geslacht van straalvinnige vissen uit de familie van gladkopvissen (Alepocephalidae).

## Soort
- Aulastomatomorpha phospherops Alcock, 1890